# 吉利恩聚居地 (阿肯色州)
吉利恩聚居地（英語：Gillian Settlement）是位於美國阿肯色州約翰遜縣的一個非建制地區。該地的面積和人口皆未知。

## 地理
吉利恩聚居地的座標為35°37′54″N 93°24′07″W / 35.63167°N 93.40194°W，而該地的平均海拔高度為518米（即1700英尺）。